# Conus calhetae
Espèce
Statut de conservation UICN

 LC  : Préoccupation mineure
Conus calhetae est une espèce de mollusques gastéropodes marins de la famille des Conidae.
Comme toutes les espèces du genre Conus, ces escargots sont prédateurs et venimeux. Ils sont capables de « piquer » les humains et doivent donc être manipulés avec précaution, voire pas du tout.

## Description
La taille de la coquille varie entre 13 mm et 27 mm.

## Distribution
Cette espèce est présente dans l'océan Atlantique au large de l'île de Maio, Cap-Vert. 

### Niveau de risque d’extinction de l’espèce
Selon l'analyse de l'UICN réalisée en 2011 pour la définition du niveau de risque d'extinction, Conus calhetae est limité à deux sites sur Maio, et peut-être aux régions intermédiaires. Cette espèce est endémique à une longueur de 15 km de littoral sur une seule île du groupe du Cap-Vert. Il n'y a pas de plans connus de développement touristique, ni de petits ports, ni de routes dans la région, et il n'y a pas de menaces actuelles connues pour cette espèce. Le prélèvement pour le commerce des coquillages est considéré comme limité, et en tant que tel n'est pas considéré comme une menace, donc l'espèce est classée comme étant de préoccupation mineure. En cas de modification du développement côtier ou d'autres pressions, cette évaluation serait probablement révisée en NT ou VU.

## Taxonomie

### Publication originale
L'espèce Conus calhetae a été décrite pour la première fois en 1990 par le malacologiste espagnol Emilio Rolán Mosquera (d) (1935-) dans la publication intitulée « Iberus »,.

### Synonymes
- Africonus calhetae (Rolán, 1990) · appellation alternative
- Conus (Lautoconus) calhetae Rolán, 1990 · non accepté
- Conus navarroi calhetae Rolán, 1990 · non accepté (protonyme)

## Identifiants taxonomiques
Chaque taxon catalogué par les bases de données biologiques et taxonomiques possède un identifiant qui permet d'établir un point de référence. Les identifiants de Conus calhetae dans les principales bases sont les suivants :
CoL : XX42 - GBIF : 5728376 - iNaturalist : 425465 - IRMNG : 10827790 - TAXREF : 155471 - UICN : 15307979 - WoRMS : 428460